# Мокий Амфипольский

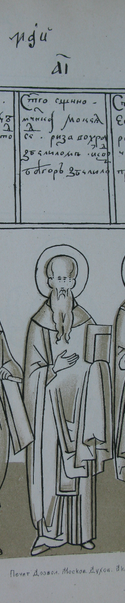
Мокий Амфипольский; Строгановский иконописный лицевой подлинник (конца XVI и начала XVII столетий)

Моки́й Амфипо́льский (греч. Μώκιος ὁ Ἀμφίπολις; лат. Mocio Amphipolitanae; ум. 288 или 295) — христианский священномученик. Почитаемый в Православной церкви, его память 11 (24) мая; и Католической церкви, его память 11 мая и 24 мая.
Мокий родился в Риме, в семье благородных и богатых родителей. Отец Мокия — Евфратий, а мать — Евстафия. Мокий переселился жить в Фракию, в город Амфиполь, где был христианским священником. Будучи священником ревностно проповедовал среди язычников, убеждая их отказаться от идолопоклонства и прийти к истинной вере Христовой. Во время празднования в честь Диониса анфипат Лаодикий приносил жертву богу, пришел Мокий и на глазах у всех перевернул алтари и рассыпал ладан. По приказу анфипата Лаодикия священника Мокия арестовали и повесили на дереве, на котором его строгали железными когтями. Согласно Синаксарю, после чего Мокий был ввергнут в раскаленную печь, где остался невредимым, а пламенем, вышедшим из печи, был сожжен анфипат Лаодикий и с ним 9 человек. Фаласий посадил Мокия в тюрьму. Вновь назначенный и прибывшей анфипат Максим предложил отказаться Мокию от веры в Иисуса Христа, а затем продолжил мучить Мокия. Анфипат подверг Мокия колесованию, затем поместил мученика на растерзание зверям. Мокий остался невредим. После этого анфипат отправил Мокия во Фракию, в город Перинф к архонту Филиписию. Из Перинфа Мокия отправили в Византий, где его казнили — отрубили голову. Тело Мокия сохранили христиане.
Император Римской империи Константин Великий в 324 году, после побед в междоусобных войнах, разворачивает в существовавшем с VII века до н. э. как греческая колония городе Виза́нтии крупнейшее строительство. В числе построек Константина был и великолепный храм в честь священномученика Мокия. В этот храм были помещены мощи Мокия, позднее, после 530 года, и мощи Сампсона. Память в честь священномученика Мокия совершалась в Преполовение, а позднее в числе — 11 мая, под этой датой оно помещено в Менологий Василия II (иллюстрированный византийский манускрипт конца X века). Мокию посвящена служба, которая помещена в Минею, она называется «Обновление Царяграда и святаго священномученика Мокия»  (греч. «Ἀνάμνησις τῶν γενεθλίων, ἤτοι τῶν ἐγκαινίων τῆς Κωνσταντινουπόλεως, καὶ τοῦ Ἁγίου Ἱερομάρτυρος Μωκίου» — Воспоминание празднования обновления Константинополя и святого священномученика Мокия), служба состоит из трёх стихир на «Господи воззва́х», тропаря, канона, седальна четвёртого гласа; кондака и икоса восьмого гласа.